# Мандатная территория

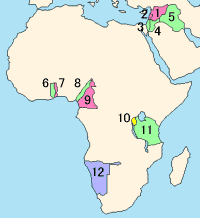
Мандаты на Ближнем Востоке и в Африке, в которую вошли: 1. Сирия, 2. Ливан, 3. Палестина, 4. Трансиордания, 5. Месопотамия, 6. Британское Того, 7. Французское Того, 8. Британский Камерун, 9. Французский Камерун, 10. Руанда-Урунди, 11. Танганьика и 12. Юго-Западная Африка

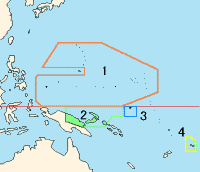
Мандаты в Тихом океане. 1. Южный Тихоокеанский мандат, 2. Территория Новая Гвинея, 3. Науру и 4. Западное Самоа

Мандатная территория — территория, на которую Лига Наций выдала тем или иным колониальным государствам мира мандат (международный мандат) на внешнее управление, согласно статье 22 Версальского договора. 
После вхождения в силу Устава ООН 24 октября 1945 года, мандатные территории Лиги Наций стали именоваться подопечными территориями ООН (на основании соглашений Ялтинской конференции).

## История
Все территории, на которые были выданы мандаты Лиги Наций, предварительно управлялись государствами, побеждёнными в Первой мировой войне (в основном Германская империя и Османская империя). В отличие от протектората, мандат обязывал мандатариев (государства, которым был выдан мандат) к соблюдению обязательств Лиги Наций к жителям территорий, а также запрещались работорговля, торговля оружием и алкоголем. На подмандатной территории запрещалось строительство военных баз и укреплений, создание армии, флотов из коренного населения.
Процесс установления мандатов состоял из двух стадий:
- Формальное удаление суверенитета предварительно управляющих государств
- Передача полномочий мандатарию из числа государств-победительниц

Территории подпавшие под мандаты, были определены согласно следующим соглашениям и договорам:
- Версальский мирный договор
- Севрский мирный договор
- Конференция в Сан-Ремо
- Лозаннский мирный договор

Подмандатные территории по уровню развития государственности были разделены на три группы: «А», «В» и «С».

## Группа «А»

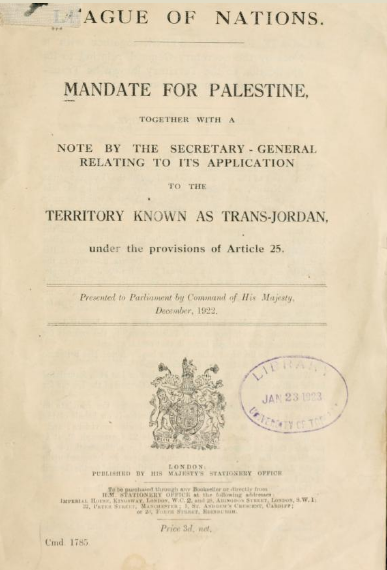
Мандат Палестины и Трансиордании.

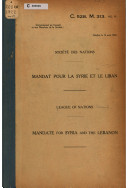
Мандат Сирии и Ливана.

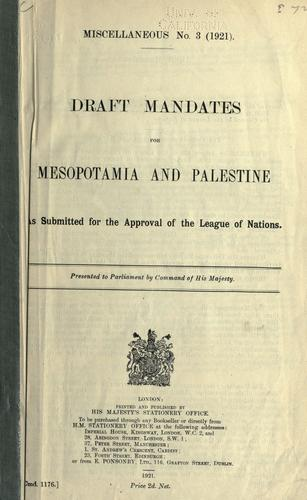
Проекты мандатов Месопотамии и Палестины.

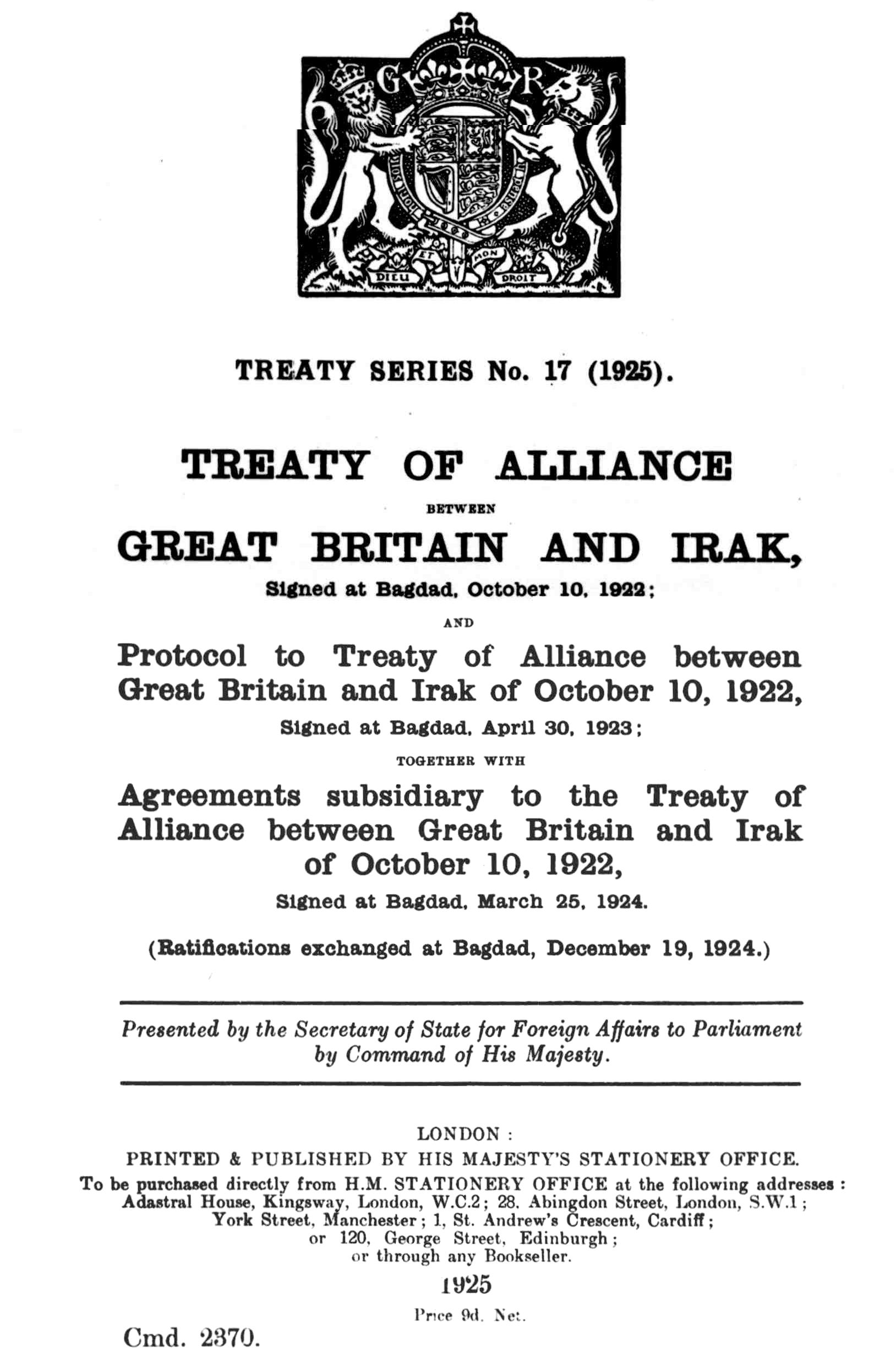
Англо-иракский договор (1922).

Территории, прежде управляемые Османской империей, которые достигли развития, позволяющего стать им независимыми государствами, при предоставлении мандатарием административной помощи:
- Месопотамия (Великобритания) 10 августа 1920 года — 3 октября 1932 года.
- Палестина (Великобритания) 25 апреля 1920 года — 25 мая 1946 года, де-факто с 29 сентября 1923 года по 14 мая 1948 года (образование Израиля), включая Трансиорданию (Хашимитский эмират, позднее королевство Иордания).
- Сирия (Франция), 29 сентября 1923 года — 1 января 1944 года, включая Ливан; Хатай (с 1939 года провинция в составе Турции).

## Группа «В»
Бывшие немецкие колонии в Западной и Центральной Африке, которые подлежали непосредственному управлению мандатарием (мандаты выданы 22 июля 1922 года):
- Руанда-Урунди (Бельгия), прежде два отдельных немецких протектората, на которые выдан единый мандат, с 1 марта 1926 года по 30 июня 1960 год в административном союзе с колонией Бельгийское Конго (с 13 декабря 1946 года Подопечная территория ООН до провозглашения независимости 1 июля 1962 года).
- Танганьика (Великобритания), с 11 декабря 1946 года подопечная территория ООН; с 1 мая 1961 года под самоуправлением; с 9 декабря 1962 года — Республика; в 1964 году объединена с Занзибаром (новое название объединения — Танзания).

и две прежние немецкие территории оккупированные и разделённые Великобританией и Францией в ходе Первой мировой войны:
- Камерун. Лига Наций выдала мандат Великобритании на Западный Камерун и Франции на Восточный Камерун, 13 декабря 1946 года преобразованы в подопечные территории ООН. Западный Камерун — подопека Великобритании, разделён на Северный Камерун (с 1961 года в составе Нигерии) и Южный Камерун (с 1961 года в составе Камеруна), Восточный Камерун — подопека Франции (с 1960 года — Камерун).
- Того. Великобритания получила мандат на управление западной частью Того — Британское Того, Франция — восточной — Французское Того. С 13 декабря 1946 года подопечные территории ООН, под тем же управлением. Британское Того 13 декабря 1956 года стала частью колонии Золотой Берег (с 1957 года — Гана), Французское Того с 27 апреля 1960 года независимая Тоголезская Республика (Того).

## Группа «С»
Бывшие немецкие колонии в Юго-Западной Африке и Океании, переданы под непосредственное управление мандатариям, как их составная часть.
- Германская Новая Гвинея (Австралия) с 17 декабря 1920 года; с 8 декабря 1946 года подопечная территория ООН под тем же управлением; с 16 сентября 1975 года в составе независимого государства Папуа – Новая Гвинея.
- Науру (прежде часть Германской Новой Гвинеи). 17 декабря 1920 года выдан мандат Австралии (формально вместе с Великобританией и Новой Зеландией); с 1 ноября 1947 года подопечная территория ООН (под тем же управлением); с 31 января 1968 года независимая республика.
- Германское Самоа (Новая Зеландия) с 17 декабря 1920 года, переименовано в Западное Самоа; с 25 января 1947 года подопечная территория ООН; с 1 января 1962 года независимое государство.
- Южно-Тихоокеанская территория (Япония); с 18 июля 1947 года Подопечная территория Тихоокеанские острова (США)
- Германская Юго-Западная Африка с 1 октября 1922 года также город Уолфиш-Бей, входивший с 1878 года в состав Капской колонии, в 1946 году ООН отказалась признать ЮЗА подопечной территорией ЮАС (с 1961 года ЮАР). В 1968 году ООН утвердила название Намибия, с 21 марта 1990 года независимое государство (без Уолфиш-Бея), 28 февраля 1994 года Уолфиш-Бей и Пингвиновы острова переданы Намибии.